# Kalinowo (powiat Ełcki)
Kalinowo (Duits: Kallinowen; 1938-1945: Dreimühlen) is een dorp in het Poolse woiwodschap Ermland-Mazurië, in het district Ełcki. De plaats maakt deel uit van de gemeente Kalinowo en telt 750 inwoners.

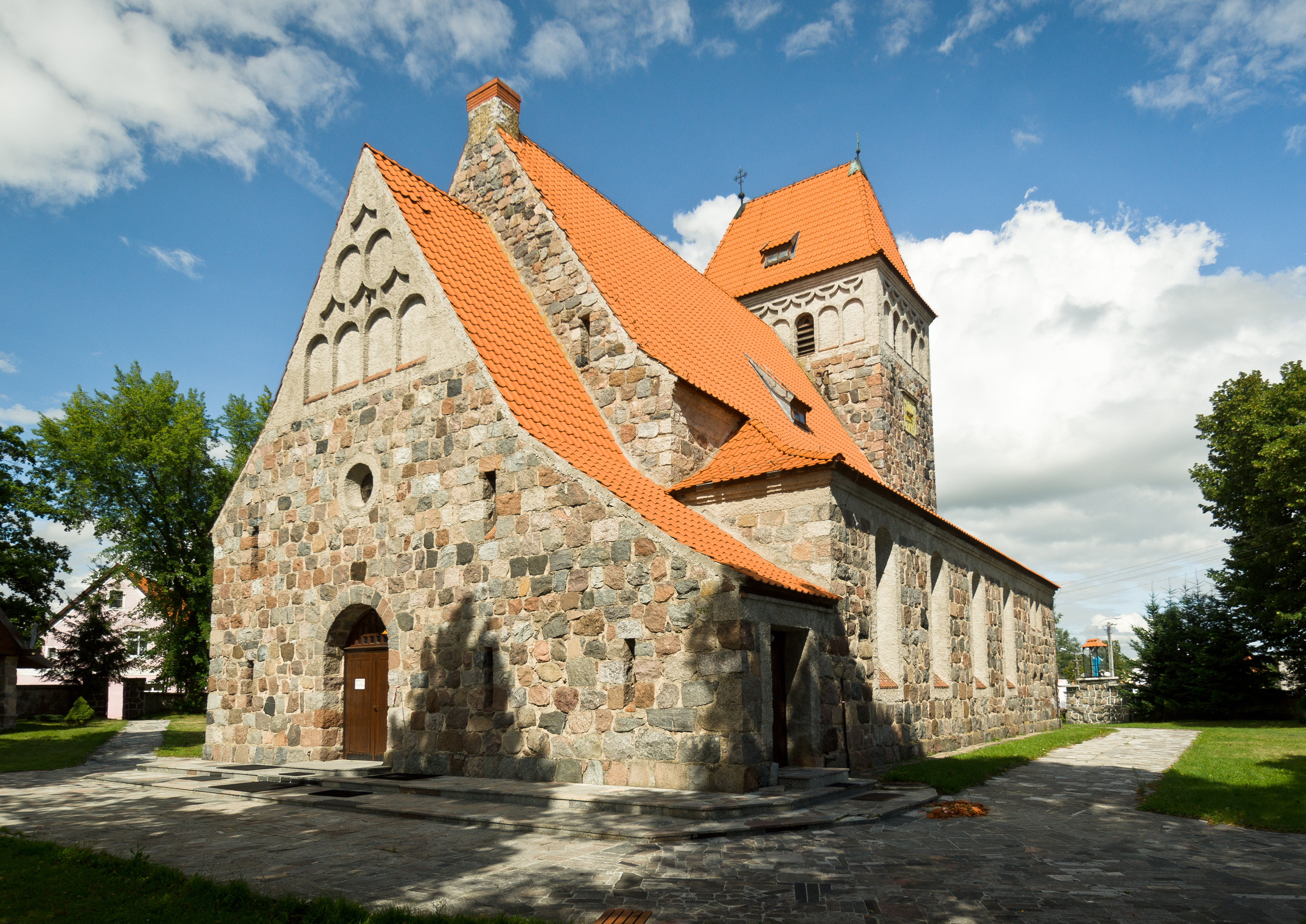
Kerk in Kalinowo